# Тисаполгар
Культура Тисаполгар-Романешты — археологическая культура рубежа неолита и медного века на Среднедунайской низменности и в Банате. В основном данная культура известна по погребениям — около 150 одиночных могил, найденных около кладбища Тисаполгар-Башатаня в Венгрии. Потомок культуры Тиса, предшественник культуры Бодрогкерестур-Горнешты.
Керамика — неокрашенная, однако полированная и зачастую покрыта декоративными мотивами.
Следы данной культуры также можно обнаружить на северо-западе Румынии в Коаста-луй-Дамян.